# 白井家住宅
白井家住宅（しらいけじゅうたく）は、愛知県豊川市国府町流霞157にある町家。主屋が登録有形文化財。所有者の白井裕康は古寺社建築を専門とする建築学者でもあり、共栄学園短期大学助教授やものつくり大学教授を務めた。

## 歴史
白井家（白井醸造）は「菊鶴」や「姫街道」などの銘柄を醸造していた造り酒屋であり、宝飯郡国府村の庄屋も務めていた。
1912年（明治45年）から1916年（大正5年）、白井家当主の白井九一郎は国府町長を務めた。白井九一郎は国府町学務委員、国府町会議員、宝飯郡会議員、愛知県会議員なども歴任している。
2004年（平成16年）7月23日には主屋が登録有形文化財に登録された。2005年（平成17年）4月末には酒造蔵と酒蔵が解体された。2010年（平成22年）3月には主屋の下屋が瓦葺から杉皮葺に復元された。

## 建築

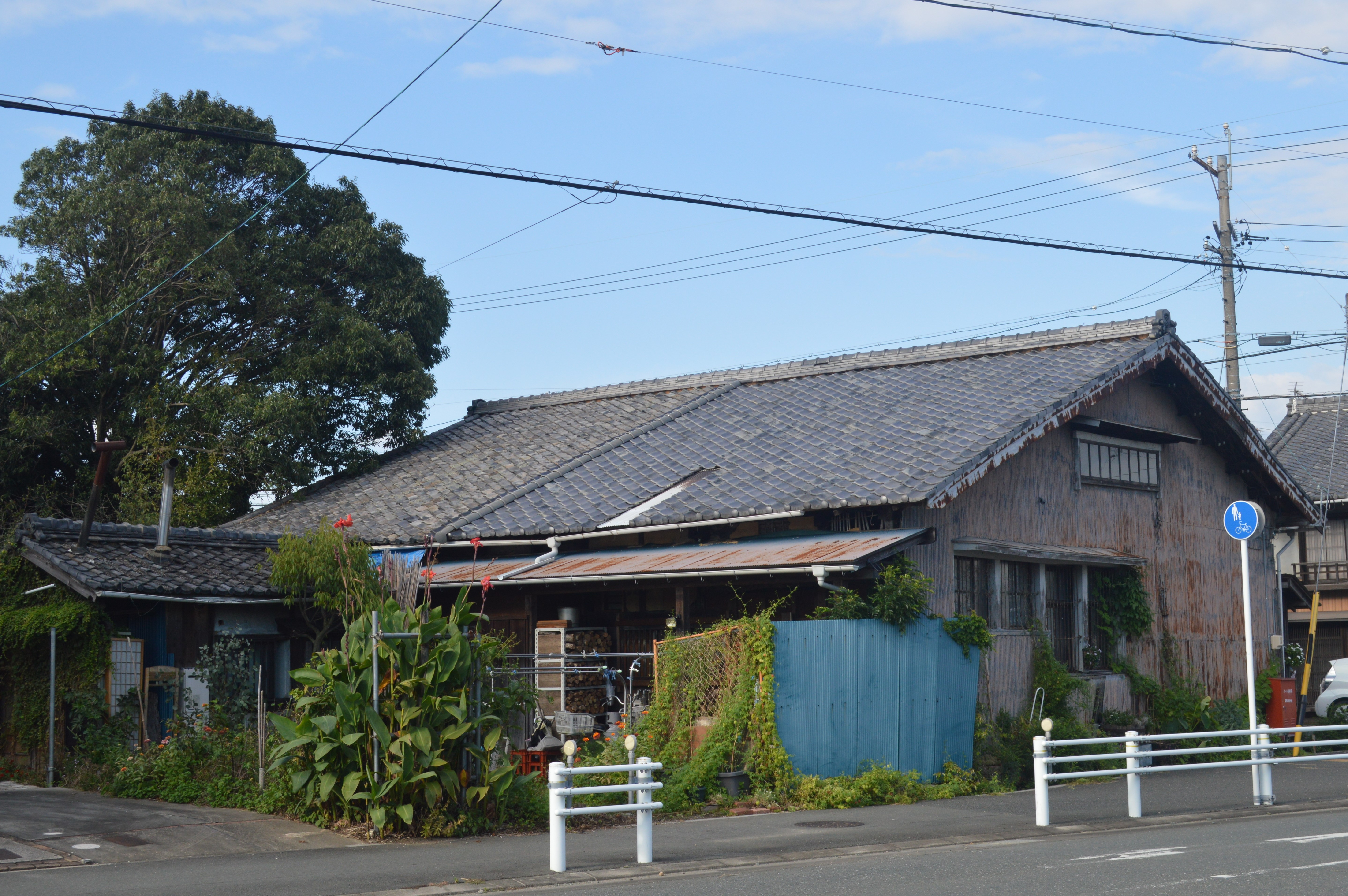
背後から見た主屋

旧東海道に東面する平入の町家である。桁行8間、梁行6間半。切妻造つし2階建、桟瓦葺。居室は2列6室であり、西側に新座敷がある。旧東海道に面した1階とつし2階には格子戸がある。江戸時代の典型的な町屋の特徴を有しているとされる。